# Bedtime Stories (film)
Bedtime Stories är en amerikansk komedifilm från 2008 är regisserad av Adam Shankman. I huvudrollen som Skeeter Bronson ses Adam Sandler. Filmen hade biopremiär i Sverige den 20 februari 2009 och släpptes på DVD den 24 juni 2009 i Sverige. Filmen är barntillåten.

## Handling
Filmen handlar om hotellvaktmästaren Skeeter Bronson. Skeeters pappa Marty drev för länge sedan Sunny Vista Motel tills han sålde motellet till Barry Nottingham. Nottingham byggde om motellet till det storslagna hotellet Sunny Vista Nottingham. Skeeter har i hela sitt liv arbetat så hårt i hopp om att Nottingham ska göra honom till det nya hotellet Sunny Vista Mega Nottinghams ägare. Men oturligt nog blir Kendall Duncan den nya ägaren.  Skeeters syster Wendy åker iväg på en jobbintervju och ber Skeeter att sitta barnvakt åt hennes barn, Patrick och Bobbi. Skeeter berättar olika godnattsagor för barnen - med sig själv i huvudrollen - och barnen hjälper till att fantisera. En dag blir sagorna sanna, t.ex. att Skeeter får chansen att visa Nottingham att han är värdig att bli det nya hotellets ägare i stället för Kendall. 

## Tagline
Tänk om de historier du berättar blev verkliga.

## Rollförteckning
- Adam Sandler - Skeeter Bronson
- Keri Russell - Jill Hastings
- Guy Pearce - Kendall Duncan
- Russell Brand - Mickey
- Richard Griffiths - Barry Nottingham
- Jonathan Pryce - Marty Bronson
- Courteney Cox - Wendy Bronson
- Lucy Lawless - Aspen
- Teresa Palmer - Violet Nottingham
- Aisha Tyler - Donna Hynde
- Laura Ann Kesling - Bobbi
- Jonathan Morgan Heit - Patrick
- Kathryn Joosten - Mrs. Dixon
- Nick Swardson - Ingenjör
- Mikey Post - Arg dvärg
- Rob Schneider - Indian/Rånaren
- Thomas Hoffman - Unge Skeeter
- Abigail Droeger - Unge Wendy